# Deutsches Traktoren- und Modellauto-Museum
Das Deutsche Traktoren- und Modellauto-Museum befindet sich in Paderborn.
In dem seit 1998 bestehenden Museum werden über 100 historische Traktoren der Familie Vogel ausgestellt. Die Sammlung wurde von Oskar Vogel Senior begonnen und von Herrn Oskar Vogel weiter ausgebaut. Die Ausstellung beherbergt Fabrikate von MAN, Lanz Bulldog, Ford, Hanomag, Deutz, Eicher und Schlüter. Einen zweiten Teil der Ausstellung bilden etwa 10.000 Modellfahrzeuge von LKWs, Traktoren und Autos.

## Geschichte
Die Traktoren im Museum stammen aus der Sammlung der Speditionsfamilie Vogel aus Paderborn. Der aus Schlesien stammende Traktorist und Unternehmer Oskar Vogel senior begann in den 1940er Jahren mit der Sammlung alter und besonderer Traktoren. In den darauf folgenden Jahren wuchs die Sammlung immer weiter an, vor allem getrieben durch Oskar Vogel junior, der in die Fußstapfen seines Vaters tritt und nach dessen Tod im Jahr 1993 die Traktorensammlung weiter vergrößerte. Das Museum wurde am 31. Mai 1998 von Oskar Vogel junior und seiner Familie feierlich eröffnet.

## Ausstellung
Das Museum präsentiert in seiner Dauerausstellung eine einzigartige Sammlung bestehend aus ca. 100 historischen Traktoren der Marken MAN, Lanz Bulldog, Ford, Hanomag, Deutz, Eicher, und Schlüter. Der Großteil der ausgestellten Traktoren besteht aus Originalteilen und ist sogar noch fahrtauglich. Unter den Exponaten befinden sind einige einzigartige Raritäten wie ein Lanz-Bulldog FHD 38 „Felddank“. Dieser wurde nur 200 mal produziert und heute existieren nur noch zwei Stück weltweit. Neben den Traktoren ist auch noch eine vollbestückte historische Schmiede sowie eine Shell-Tankstelle ausgestellt.
Im hinteren Teil des Museums gibt es eine Modellautoausstellung, die über 10000 LKWs und Traktoren umfasst. Die Sammlung reicht von ganz kleinen ca. 3 cm großen Modellen bis hin zu 50 cm großen, voll funktionstüchtigen Modelltraktoren. Außerdem umfasst die Ausstellung noch einige Oldtimer, wie zum Beispiel drei der letzten Trabanten, die 1991 vom Band gelaufen sind.